# Flying in a Blue Dream
Flying in a Blue Dream treći je studijski album američkog rock instrumentalista Joea Satrianija koji izlazi u listopadu 1989. Na albumu se nalazi 18 skladbi od kojih se na njih 6 može ćuti Satrianijev vokal. Postiže veliki komercijalni uspjeh i donosi mu treću nominaciju za nagradu "Grammy".

## Popis pjesama
Sve pjesme je napisao Joe Satriani.
1. "Flying in a Blue Dream" – 5:28
2. "The Mystical Potato Head Groove Thing" – 5:05
3. "Can't Slow Down" – 4:46 (vokal Satriani)
4. "Headless" – 1:28
5. "Strange" – 4:55 (vokal Satriani)
6. "I Believe" – 5:50 (vokal Satriani)
7. "One Big Rush" – 3:20
8. "Big Bad Moon" – 5:13 (vokal Satriani)
9. "The Feeling" – 0:52
10. "The Phone Call" – 3:00 (vokal Satriani)
11. "Day at the Beach (New Rays from an Ancient Sun)" – 2:03
12. "Back to Shalla-Bal" – 3:15
13. "Ride" – 4:58 (vokal Satriani)
14. "The Forgotten (prvi dio)" – 1:10
15. "The Forgotten (drugi dio)" – 5:10
16. "The Bells of Lal (prvi dio)" – 1:19
17. "The Bells of Lal (drugi dio)" – 4:08
18. "Into the Light" – 2:25

## Popis izvođača
- David Bett – Dizajn
- Mick Brigden – Dizajn
- Jeff Campitelli – Udaraljke, Bubnjevi, Programiranje, Električni bubnjevi
- John Cuniberti – Udaraljke, Sitar, Producent, Aranžer
- Ken Friedman – Fotografija
- Bernie Grundman – Mastering
- Stuart Hamm – Bas gitara
- Stephen Hart – Asistent
- Jeff Katz – Fotografija
- Matt Kelly – Asistent
- Daniel Levitin – Zvučni savjetnik
- David Luke – Asistent
- David Lune – Asistent
- Chad Munsey – Asistent
- Stuart Namm
- Simon Phillips – Bubnjevi
- Dave Plank – Asistent
- Michael Rosen – Asistent
- Joe Satriani – Banjo (benđo), Bas gitara, Gitara, Harmonika, Udaraljke (zvečke), Aranžer, Klavijature, Programer, Vokal, Producent
- Pete Scaturro – Programer, Dizajn
- Michael Semanick – Asistent
- Tom Size – Asistent
- Bob Smith – Udaraljke, Bubnjevi, Programer, Električni bubnjevi
- Matt Wallace – Asistent
- Neil Zlozower – Fotografija

## Top lista

### Album
Billboard (Sjeverna Amerika)
| Godina | Top lista         | Mjesto |
| ------ | ----------------- | ------ |
| 1989   | The Billboard 200 | 23     |

### Singlovi
Billboard (Sjeverna Amerika)
| Godina | Singl                | Top lista              | Mjesto |
| ------ | -------------------- | ---------------------- | ------ |
| 1989   | "Big Bad Moon"       | Mainstream Rock Tracks | 17     |
| 1989   | "One Big Rush"       | Mainstream Rock Tracks | 17     |
| 1990   | "Back to Shalla-Bal" | Mainstream Rock Tracks | 31     |
| 1990   | "I Believe"          | Mainstream Rock Tracks | 36     |